# Leigh McMorran
Leigh McMorran, née le 17 août 2004, est une nageuse sud-africaine.

## Carrière
Leigh McMorran remporte aux Championnats d'Afrique de natation 2021 à Accra la médaille d'or sur 4 × 200 mètres nage libre. Elle dispute également les courses juniors dans cette compétition, remportant l'or sur 800 mètres nage libre, sur 200 mètres papillon, sur 4 x 200 m nage libre et sur 3 km en eau libre ainsi que l'argent sur 200 et 1 500 mètres nage libre ainsi que sur 4 x 100 m nage libre.
Aux Jeux africains de 2023 à Accra, elle est médaillée d'or sur 4 × 200 mètres nage libre et médaillée d'argent sur 200 mètres papillon.